# Hyposcada susanna
Hyposcada susanna är en fjärilsart som beskrevs av Otto Staudinger 1884. Hyposcada susanna ingår i släktet Hyposcada och familjen praktfjärilar. Inga underarter finns listade i Catalogue of Life.